# Stepan Astafyev
Pour les articles homonymes, voir Astafiev.
Stepan Astafyev, né le 27 janvier 1994 à Petropavl, est un coureur cycliste kazakh.

## Palmarès et résultats

### Palmarès par année
- 2015
  - 3e du championnat du Kazakhstan sur route
  - 3e du championnat du Kazakhstan du contre-la-montre
- 2016
  - 2e étape du Tour de Taïwan
- 2017
  - Prologue du Tour d'Ukraine
- 2018
  - Grand Prix Side
  - 2e de la Sri Lanka T-Cup
  - 2e du Tour de Corée
- 2021
  - 2e du championnat du Kazakhstan de poursuite par équipes

### Classements mondiaux
| Année                                 | 2014 | 2015 | 2016  | 2017  | 2018 | 2019  | 2020 | 2021  |
| ------------------------------------- | ---- | ---- | ----- | ----- | ---- | ----- | ---- | ----- |
| Classement mondial                    |      |      | 1598e | 1310e | 274e | 1456e | nc   | 1588e |
| UCI Europe Tour                       | nc   | nc   | nc    | 1272e | 847e |       |      |       |
| UCI Asia Tour                         | 158e | 168e | 268e  | 273e  | 12e  | 109e  | nc   | 92e   |
|                                       |      |      |       |       |      |       |      |       |
| Légende : nc = non classéSource : UCI |      |      |       |       |      |       |      |       |